# Frottage
Ne doit pas être confondu avec la pratique sexuelle du frottage.

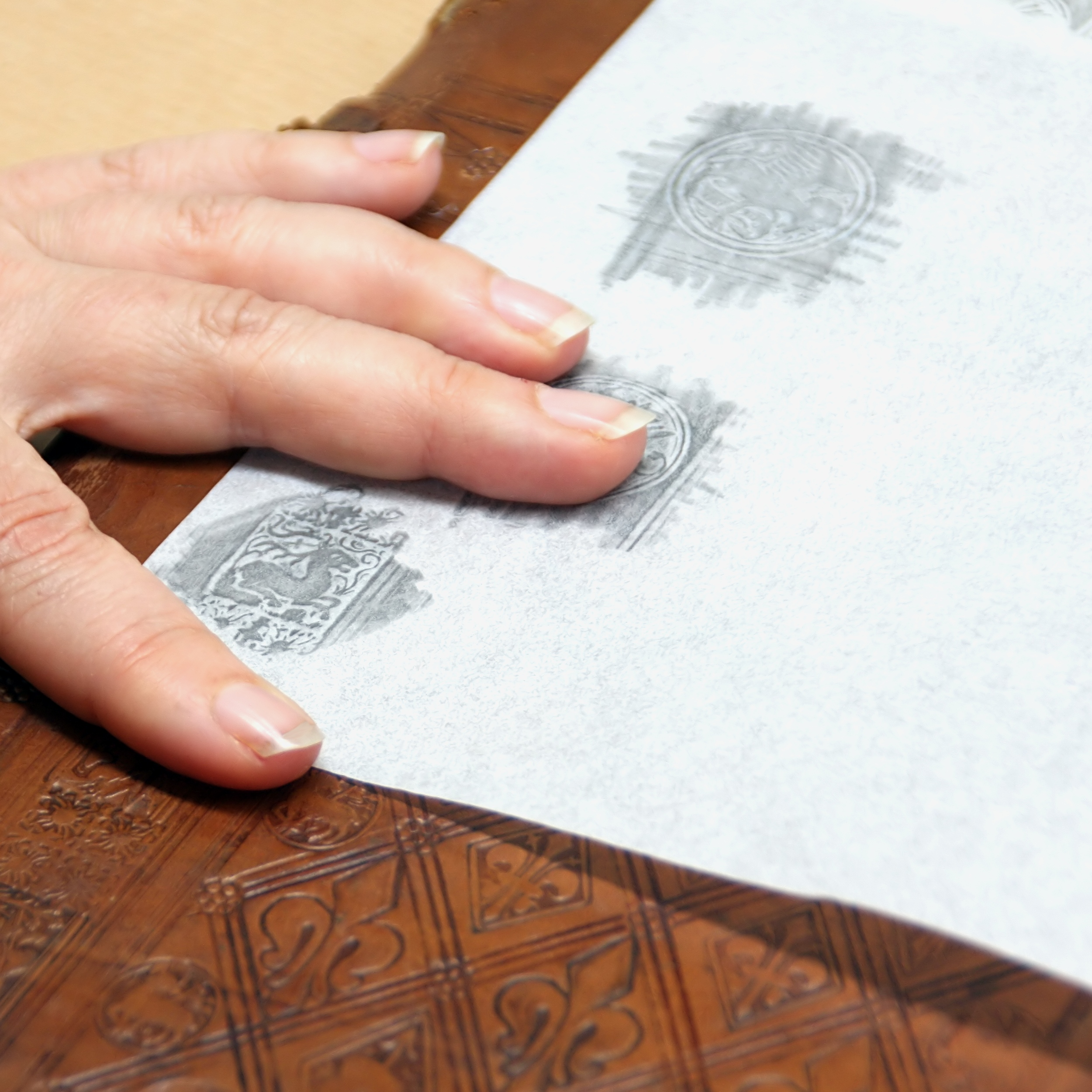
Frottage de parties d'une couverture de livre.

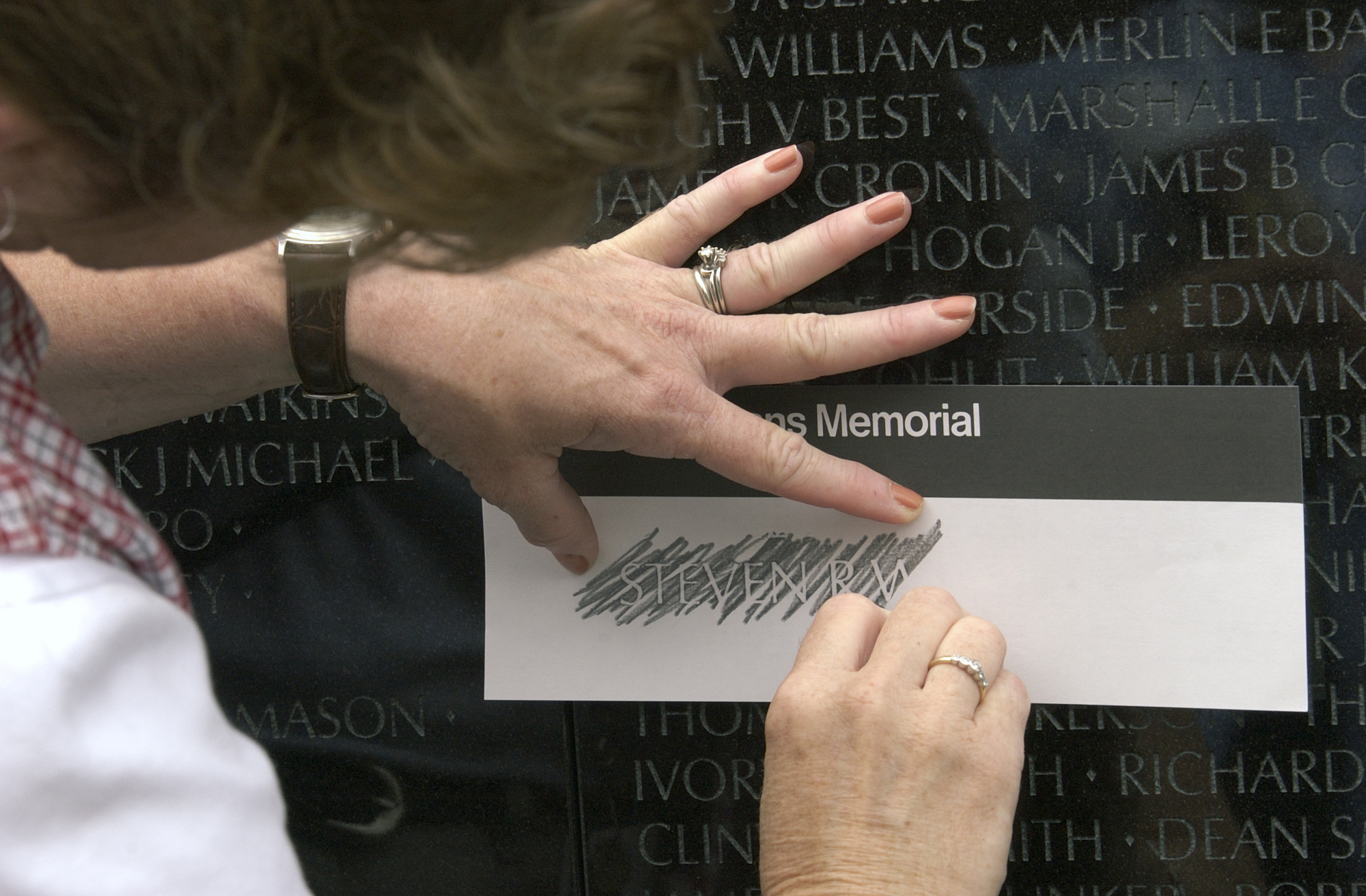
Les visiteurs du Mémorial des vétérans du Vietnam font des frottages de noms.

Le frottage est une méthode de une reproduction de la texture d'une surface créée en plaçant un support sur le sujet, puis en « frottant » le papier avec un outil pour déposer des marques sur ce support.
Elle consiste le plus souvent à frotter une feuille de papier avec du fusain ou un crayon, mais aussi diverses formes d'encre épongée, de craie, de cire et de nombreuses autres substances.
Malgré sa simplicité, cette technique permet de produire des images nettes de minuscules reliefs et dépressions sur des zones de toute taille, d'une manière qui peut difficilement être égalée. De cette manière, des élévations de surface mesurant seulement quelques millièmes de millimètres peuvent être rendues visibles.

## Usages

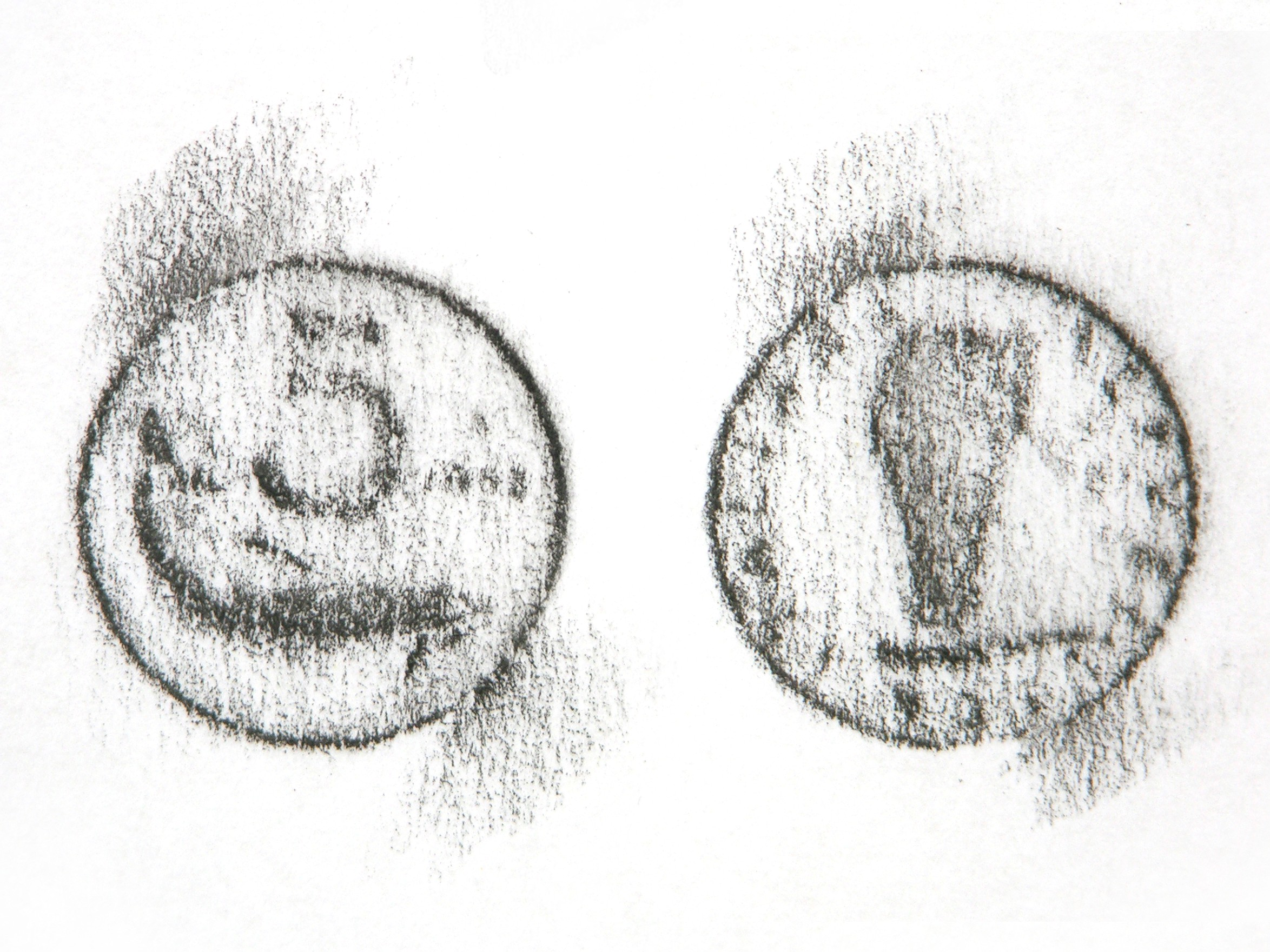
Relevé de la gravure d'une pièce de monnaie par frottage.

La technique du frottage peut avoir des usages variés.

### Relevé de motifs et d'inscriptions
Le frottage de la pierre et d'autres matériaux est développé en Chine depuis au moins treize siècles. Une inscription sur pierre qui a disparu est lisible sur le relevé par frottage sur papier qui en a été fait au VIIe siècle. Les Chinois utilisent un tampon d'encre pour noircir un papier de riz humide déposé sur l'inscription à relever.
Le frottage de la pierre (en), permet de relever des motifs et d'inscriptions de pierres tombales ou d'autres surfaces de pierre gravées ou texturées. Il en augmente en général la visibilité. Le frottage de laiton, similaire dans son principe, sert à réaliser des copies de laitons monumentaux (en).

### Science forensique
En science forensique, le frottage donne un procédé[réf. nécessaire] pour découvrir ce qui était écrit sur une feuille de papier retirée d'un bloc-notes en frottant les empreintes qu'a laissées sur les feuilles suivantes un instrument qui exige qu'on l'appuie assez fort sur le papier, comme le stylo à bille ou le crayon.

### Art graphique
Le frottage permet de donner une texture à tout ou partie de la surface du papier.

### Surréalisme
En art, le frottage est une forme d'art surréaliste ; une méthode de production créative « automatique » développée par l'artiste surréaliste Max Ernst en 1925 à Pornic,,. L'artiste place un support, généralement une feuille de papier sur une surface irrégulière, puis marque le papier avec un outil de dessin (comme un fusain, un bâton de pastel ou un crayon, mais aussi diverses formes d'encre épongée, de craie, de cire et de nombreuses autres substances), créant ainsi un frottement. Le dessin peut être laissé tel quel ou utilisé comme base pour des améliorations ultérieures. Cité par Sarane Alexandrian, Max Ernst explique comment il l'a développée :

« Frappé par l'obsession qu'exerçait sur mon regard irrité le plancher [de ma chambre d'hôtel] dont mille ravages avaient accentué les rainures, je me décidai à interroger le symbolisme et de cette obsession, et, pour venir en aide à mes facultés méditatives et hallucinatoires, je tirai des planches une série de dessins en posant sur elles au hasard des feuilles de papier que j'entrepris de frotter à la mine de plomb. Je fus surpris de l'intensification subite de mes facultés visionnaires »

— Sarane Alexandrian, L'Art surréaliste.
Les motifs du veinage lui suggéraient d’étranges images, et après avoir appliqué ses frottages, les rendus lui évoquaient « des forêts mystérieuses peuplées d'oiseaux », ce qui poussa Ernst à publier un recueil de ces dessins vers 1926-1927 intitulé Histoire naturelle.
Max Ernst, suivi d'autres artistes, a ensuite étendu la pratique à de nombreux autres types de surfaces texturées puis a adapté cette technique à la peinture à l'huile, l'appelant grattage. Dans cette technique, la toile est préparée avec une ou plusieurs couches de peinture puis posée sur l'objet texturé qui est ensuite gratté.